# Hoplopleura travassosi
Hoplopleura travassosi är en insektsart som beskrevs av Werneck 1932. Hoplopleura travassosi ingår i släktet Hoplopleura och familjen gnagarlöss. Inga underarter finns listade i Catalogue of Life.